# 神经

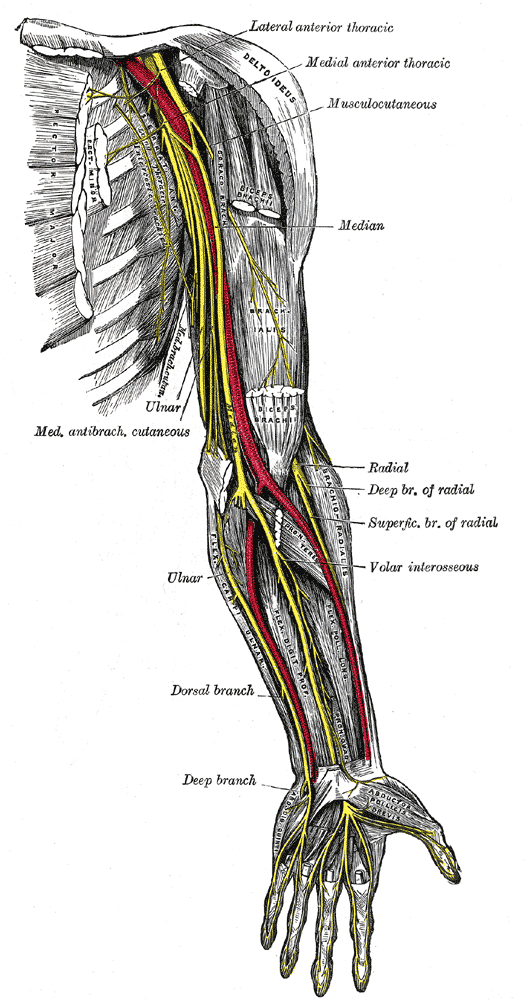
神經（黃色）

神經（英語：Nerve）是在周围神经系统中由聚集成束的神經纖維所组成的结构，一条神经内可包含一个或多个神经纤维束，神经外部有神经外膜包裹、内部有神经束膜隔开各纤维束。神經纖維本身是指神經元的轴突，軸突外被神經膠質細胞所形成的髓鞘包覆、起到保护和绝缘等作用。因此神經能將訊息准确從動物身體一處傳遞到另外一處，使動物能協調指揮動作與進行各種工作。 按照结构和功能，神经可分为传入神经（含有传入神经纤维）、传出神经（含有传出神经纤维）以及混合神经（含有传入及传出神经纤维）。按照位置，人体的神经可分脑神经和脊神经。
神經元的轴突常聚集成神经纤维束，进而构成神經、能傳遞電子信號，而神经元的细胞体则常聚集形成神经节。軸突是从神經元细胞体延伸出的长線狀部分，能傳送神經衝動，其長度可達1公尺以上，神經衝動總是沿著軸突朝一個方向傳遞。此外，神经元的樹突與軸突相似，但長度短許多且有許多分支，神經元利用樹突接收鄰近细胞通过突觸傳來的訊號。在從另外一個細胞接收到信號或刺激后，神经元可沿著軸突傳遞動作電位（即神經衝動）。脊椎動物的軸突常被其他細胞所包覆，這些像鞘的細胞含有髓磷脂、可形成髓鞘，幫助神經衝動傳遞。 

## 名詞來源
古代漢語的涵義是指神秘且奧妙的典籍，最初的漢譯是「細筋」。而近代醫學用詞「神經」係由杉田玄白翻譯荷蘭醫學書籍所創造新的名稱，是荷蘭語的Zenuw的意譯詞，把神氣的「神」和經脈的「經」合併成「神經」一詞，20世紀初大量日語詞彙湧入中國，現為流行使用的中文譯名。

## 解剖結構

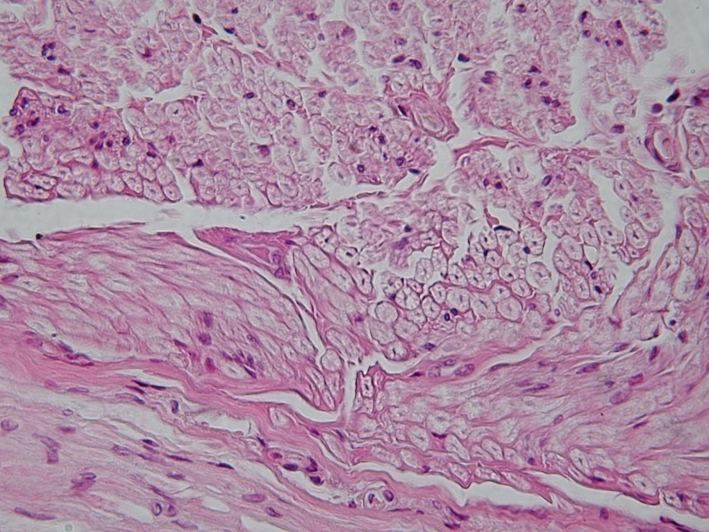
周圍神經，橫切面

每一條神經的外部都被一層緻密的結締組織所包覆，稱為神經外膜，其內亦包埋了提供營養的血管。神經內的神經纖維被神經束膜分隔為數個神經纖維束，每个神经束可包含数个索、周圍亦有神經內膜包覆。神經外膜內包埋的血管分支通過神經束膜，在神經內膜形成血管網。神經內膜亦具有淋巴管。神经可以不断分支，最小的神经分支被称为神经末梢。
神经的成長一般在青春期時就會停止，不過可以透過稱為Notch信號的分子機制來重新活化。

## 神經系统
神經系統可以分為中樞神經系統 (Central Nervous System, CNS) 和周邊神經系統(Peripheral Nervous System, PNS) 兩大類。藉由複雜的神經纖維連結這兩個神經系統, 我們才能夠因應外界的環境變化而產生適當的身體反應, 並且有思考、記憶、情緒變化的能力。值得注意的是，中樞神經系統內聚集成束的神經纖維束通常稱作神经径，一般不构成神經，神经存在于周围神经系统中。

### 中樞神經系統
中樞神經系統（Central Nervous System, CNS）可被分為兩個部份：腦和脊髓。一個正常成年人的大腦质量约1.3-1.4千克，且会随年龄变化，其中約包含了上千億的神经元以及數以兆計的神經膠質細胞。

### 周邊神經系統
周邊神經系統（Peripheral Nervous System, PNS）中的感受器、传入神经纤维可將身體各部份的感覺器官所搜集到的視覺、嗅覺、味覺、觸覺、听觉、平衡觉等資訊傳送到腦或脊髓。而传出神经纤维則負責將中樞神經系統所下達的命令傳到效应器（肌肉或腺体）。周围神经系统可以分為兩個主要的部份：軀體神經系統(somatic nervous system) 以及自主神經系統 (autonomic nervous system)。
- 軀體神經系統中的传出神经为运动神经，可将中枢神经信号传到骨骼肌以產生所需的運動。
- 自主神經系統中的传出神经连接内脏和腺体，该神经系统可进一步分为交感神經系統 (sympathetic nervous system) 、副交感神經系統 (parasympathetic nervous system)以及肠神经系统（enteric nervous system），其功能主要在於調控內臟的平滑肌運動以及內分泌腺體產生內分泌激素。[21][22]

## 神经分类
按照連結至中樞神經系統的位置，脊椎動物的神經可分為兩類：脊神經與脊髓連結，而腦神經則直接與腦的各部位連結。在四肢的基部伸向四肢的神经分臂神经丛和腰骶神经丛。脊神經以連結至脊髓時所通過的脊椎骨作為編號依據，腦神經的編號則通常以羅馬數字表示，從I到XII。除此之外，大部分的神經及神經分支均有描述性的名稱。
按照其信息传递的方向，神经亦可分为兩類：傳入神經將感受器产生的感官刺激的訊息傳至中樞神經系統，而传出神经則將神經訊息自中樞神經系統傳出至效应器（肌肉或腺體）。大多數的神經中可能同時具有傳入神經及傳出神經，稱為混合神經。
- 传入神经：又称感覺神經，將接收器的訊息傳回中樞神經系統，在那裡處理資訊。
- 传出神经：將中梮神經系統的信號傳遞到效应器（器官和组织），如连接至肌肉则称运动神经[24][25]。

## 神经功能

### 信息传递
神經藉由神經元上傳遞的電化學脈衝（稱為动作电位）來傳遞資訊。脈衝的速度非常快，像有些髓磷脂神經元的傳遞速度可以到120 m/s。脈衝會通過二個神經元之間的突觸，由一個神經元到另一個神經元。當神經衝動到達突觸，微小膨大體會釋放一種傳遞介質，激發相鄰細胞產生衝動。信息會由電的轉換為化學的，最後再轉換到電的信息。

### 神經調節
神經調節與激素調節作用都是經由標的細胞上特殊接受器之交互作用達成，即神经系统和内分泌系统的协调。神經纖維分布在其所調節的器官，當受到刺激，這些纖維就會產生電化學神經衝動，從起始位置傳到神經纖維所支配的標的器官。標的器官包含了肌肉或腺體，受到調節作用就會執行動作以維持恆定。:7

### 神經物質作用
脊椎動物受到極大的痛苦後，腦下垂體會分泌一些短鏈胜肽，具有類似嗎啡的麻醉作用。這類物質稱為腦內啡（endorphin），在與神經細胞受體結合後，可產生麻痺作用。另外當長期壓力產生時候身體會產生皮質酮（cortisol），皮質酮是一種荷爾蒙，由腦下垂體刺激腎上腺分泌，可增加血壓、血糖、消炎，以平衡身心壓力。 但皮質酮分泌過多會壓抑免疫系統，提高致癌機率，也會導致不孕，研究發現會降低自然杀伤细胞。
古柯鹼會抑制多巴胺之回收，導致腦內啡持續作用，進一步使人成癮，咖啡因會抑制身體的褪黑激素作用，讓生物體產生不用休息的錯覺，進而維持清醒持續活動。

## 臨床意義

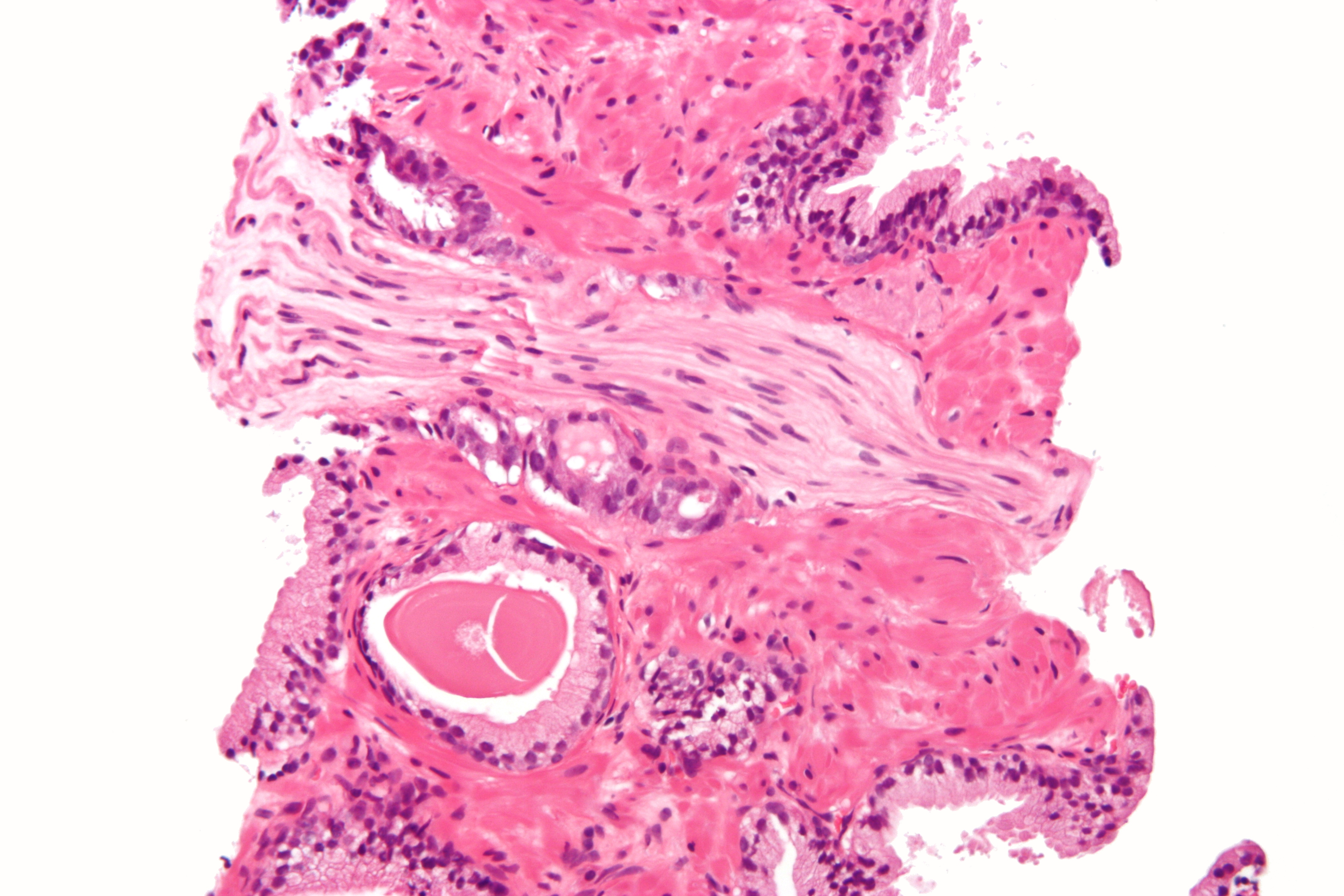
神經週邊侵犯的前列腺癌，用苏木精-伊红染色下的顯微照相

神經的損傷可能肇因於遗传性（例如染色体异常、代谢缺陷、肌病）、物理性創傷、中毒、腫脹（例：腕隧道症候群）、过敏性疾病、自體免疫性疾病(例：格林-巴利綜合征)、营养不良（例:维生素缺乏病）、感染（神經炎）、糖尿病、或是神經周圍的血管損失。當神經因外傷或懷孕的影響而受到壓迫時，可能引起根神經病變（radiculopathy; pinched nerves）。
神經損傷或根神經病變常見的表徵有疼痛、麻木、虛弱、或癱瘓。病患可能會在離實際神經受損部位相當遠處感受到以上的症狀，此一現象稱為牽涉痛（referred pain）。牽涉痛的發生是因為當神經受損時，不只是受損部位，而是此條神經接受訊息的整個範圍均會受到影響。

神經學家常以體檢來診斷神經的各種症狀。體檢包含了多種檢查，包括反射作用、行走及其他動作、肌肉強度、肌肉運動知覺，及觸覺。在此初步的測試後，可進一步進行其他檢測，例如神經傳導檢查（nerve conduction study, NCS）和肌電圖（electromyography, EMG）。
癌症可以藉由神經周圍的空隙入侵其他組織，像頭頸癌、前列腺癌及直腸癌都會有類似的現象。
多发性硬化症是因為免疫系統中的巨噬细胞破壞神經中绝缘轴突的髓鞘，因此造成廣泛性的神經損傷疾病。

## 其他生物
若一個神經元其性質（位置、神經傳導物質、基因表达模式及連結性等）已被充份確認，可以和同一種動物的所有其他神經元區分，且同一種的所有生物都有相同功能的神經元，則此神經元就是已鑑定（identified）的神經元。在脊椎动物中，很少的神经元是此定義下的已鑑定神經元。研究者認為人類的神经元可能都不是已鑑定神經元，至於一些神經較簡單的生物，可能部份或是所有神經元都已被鑑定。
脊椎动物中最廣為人知的已鑑定神經元是魚體內的毛特纳氏细胞。每一條魚都有二個毛特讷氏细胞，在腦幹底部，左右側各一個。各個毛特纳氏细胞都有轴突可以跨越及刺激同一層的腦神經元，而且通过脊髓向下行进，形成大量的连結。毛特讷氏细胞形成的突触，會對應單一的动作电位產生以下的動作反應：在數百毫秒內魚會將其身體彎曲為C字型（也稱為C-start），然後再伸直，再彎曲為另一方向的C字型，然後再伸直......魚以此方式快速的前進。此動作是快速的逃脫反應，主要是因魚的側線受到强力的声波或压力波的撞击而驅動。魚體內的神經除了毛特讷氏细胞外，還有另外二十種已鑑定神經元，包括每個脊髓节段髓核中的「類毛特纳细胞」。只靠毛特讷氏细胞就可以進行完整的逃脫反應，不過平常的動作仍靠其他神經來處理响应的幅度和方向。
毛特纳氏细胞被分類為指令神經元，指令神經元是一種特別的已鑑定神經元．可以以此神經元自身驅動某一特定的動作。這類神經元一般會和快速脫逃反應有關，像烏賊巨大神經軸及乌贼巨大突触都和烏賊的快速脫逃反應有關，因為其規模的巨大，常成為神经生理学开创性实验的研究對象。不過指令神經元有時會有些爭議，因為研究顯示一開始認為符合指令神經元的神經元只能在特定的環境下進行特定的動作。
若是軸對稱的動物，其神經系統為动物神经网，沒有大腦或是中樞的神經系統，有許多互相交連的神經散布在神經網中。像刺胞動物門、櫛水母、棘皮动物都有類似的神經系統。

## 外部連結
- 神經維基（简体中文）